# Diospyros oblongifolia
Diospyros oblongifolia là một loài thực vật có hoa trong họ Thị. Loài này được (Thwaites) Kosterm. mô tả khoa học đầu tiên năm 1977.